# تری‌تلوریم دی‌کلرید
تری‌تلوریم دی‌کلرید (به انگلیسی: Tritellurium dichloride) با فرمول شیمیایی Te۳Cl۲ یک ترکیب شیمیایی است. که جرم مولی آن ۴۵۳٫۷۱ g/mol می‌باشد.